# El Collao
El Collao is een provincie in de regio Puno in Peru. De provincie heeft een oppervlakte van 5.601 km² en telt 85.080 inwoners (2015). De hoofdplaats van de provincie is het district Ilave; dit district vormt eveneens de stad (ciudad) Ilave.

## Bestuurlijke indeling
De provincie El Collao is verdeeld in vijf districten, UBIGEO tussen haakjes:
- (210502) Capazo
- (210505) Conduriri
- (210501) Ilave, hoofdplaats van de provincie en vormt de stad (ciudad) Ilave
- (210503) Pilcuyo
- (210504) Santa Rosa

Azángaro · Carabaya · Chucuito · El Collao · Huancane · Lampa · Melgar · Moho · Puno · San Antonio de Putina · Sandia · San Román · Yunguyo